# AFC Champions League 2017
AFC Champions League 2017 là mùa giải thứ 36 của giải vô địch cấp câu lạc bộ cao nhất châu Á được tổ chức bởi Asian Football Confederation (AFC), và là lần thứ 15 dưới tên gọi AFC Champions League.
Urawa Red Diamonds đánh bại Al-Hilal tại trận chung kết để giành danh hiệu AFC Champions League thứ hai trong lịch sử, và tham dự Giải vô địch bóng đá thế giới các câu lạc bộ 2017 với tư cách là đại diện của AFC tại Các Tiểu Vương quốc Ả Rập Thống nhất.
Jeonbuk Hyundai Motors là đương kim vô địch, nhưng họ đã bị loại khỏi mùa giải 2017 do vụ bê bối hối lộ ở giải quốc nội K League Classic. Jeonbuk đã kháng cáo lên Tòa án Trọng tài Thể thao, nhưng yêu cầu của họ về các biện pháp tạm thời đã bị từ chối vào ngày 3 tháng 2.

## Phân bổ đội của các hiệp hội
Ủy ban thi đấu AFC đã đề xuất thay đổi các giải đấu cấp câu lạc bộ của AFC vào ngày 25 tháng 1 năm 2014, được phê chuẩn bởi Ủy ban điều hành AFC vào ngày 16 tháng 4 năm 2014. 46 hiệp hội thành viên của AFC (ngoại trừ Quần đảo Bắc Mariana) được xếp hạng dựa trên thành tích của đội tuyển quốc gia và câu lạc bộ của họ trong bốn năm qua trong các giải đấu của AFC, với việc phân bổ các vị trí cho các phiên bản 2017 và 2018 của các giải đấu cấp câu lạc bộ châu Á được xác định bởi bảng xếp hạng AFC rankings năm 2016 (Hướng dẫn nhập cảnh Điều 2.2):
- Các hiệp hội được chia làm hai khu vực Tây và Đông Á:
  - Khu vực Tây Á bao gồm các hiệp hội đến từ Liên đoàn bóng đá Tây Á (WAFF), Central Asian Football Association (CAFA), Liên đoàn bóng đá Nam Á (SAFF).
  - Khu vực Đông Á bao gồm các hiệp hội đến từ ASEAN Football Federation (AFF) và Liên đoàn bóng đá Đông Á (EAFF).
- Ở mỗi khu vực, có tổng cộng 12 suất vào thẳng vòng bảng, và 4 suất còn lại được quyết định qua vòng loại.
- 12 hiệp hội thành viên hàng đầu của mỗi khu vực theo bảng xếp hạng AFC có thể có suất dự vòng bảng và vòng loại ở AFC Champions League, miễn họ đáp ứng các tiêu chí tối thiểu của AFC Champions League.
- Các hiệp hội xếp hạng 1-6 ở khu vực Tây và Đông Á nhận suất vào vòng bảng, trong khi các hiệp hội còn lại nhận suất vào vòng loại (và cũng nhận suất vào vòng bảng AFC Cup):
  - Các hiệp hội xếp hạng 1-2 có ba suất vào vòng bảng và một suất vào vòng loại.
  - Các hiệp hội xếp hạng 3-4 có hai suất vào vòng bảng và hai suất vào vòng loại.
  - Các hiệp hội xếp hạng 5 có một suất vào vòng bảng và hai suất vào vòng loại.
  - Các hiệp hội xếp hạng 6 có một suất vào vòng bảng và một suất vào vòng loại.
  - Các hiệp hội xếp hạng 7-12 có một suất vào vòng loại.
  - Số lượng vị trí tối đa cho mỗi hiệp hội là một phần ba tổng số câu lạc bộ trong giải đấu hàng đầu.
- Nếu bất kỳ hiệp hội nào từ bỏ các suất vào vòng bảng, chúng sẽ được phân phối lại cho hiệp hội đủ điều kiện cao nhất, với mỗi hiệp giới hạn tối đa ba suất.
- Nếu bất kỳ hiệp hội nào từ bỏ các suất vào vòng loại, chúng sẽ bị hủy bỏ và không được phân phối lại cho bất kỳ hiệp hội nào khác.

Đối với AFC Champions League 2017, các hiệp hội được phân bổ vị trí dựa theo bảng xếp hạng được công bố vào ngày 30 tháng 11 năm 2016, trong đó có tính đến thành tích của họ tại AFC Champions League và AFC Cup, cũng như đội tuyển quốc gia của họ trong Bảng xếp hạng FIFA thế giới, trong khoảng thời gian từ 2013-2016.
Việc phân bổ vị trí đã được công bố vào ngày 7 tháng 12 năm 2016, với Ấn Độ và Maldives trở lại khu vực Tây Á. Phân bổ vị trí cuối cùng, sau khi các vị trí không sử dụng được phân phối lại, đã được công bố vào ngày 12 tháng 12 năm 2016.
| Participation for 2017 AFC Champions League | Participation for 2017 AFC Champions League |
| ------------------------------------------- | ------------------------------------------- |
|                                             | Participating                               |
|                                             | Not participating                           |

| Xếp hạng | Xếp hạng | Hiệp hội thành viên | Điểm   | Suất dự   | Suất dự       | Suất dự        | Suất dự        |
| Xếp hạng | Xếp hạng | Hiệp hội thành viên | Điểm   | Vòng bảng | Vòng loại     | Vòng loại      | Vòng loại      |
| Region   | AFC      | Hiệp hội thành viên | Điểm   | Vòng bảng | Vòng play-off | Vòng sơ loại 2 | Vòng sơ loại 1 |
| -------- | -------- | ------------------- | ------ | --------- | ------------- | -------------- | -------------- |
| 1        | 2        | UAE                 | 87.555 | 3         | 1             | 0              | 0              |
| 2        | 3        | Ả Rập Xê Út         | 84.698 | 3         | 1             | 0              | 0              |
| 3        | 4        | Iran                | 78.908 | 3         | 1             | 0              | 0              |
| 4        | 5        | Qatar               | 78.171 | 2         | 2             | 0              | 0              |
| 5        | 9        | Uzbekistan          | 56.876 | 1         | 1             | 1              | 0              |
| 6        | 10       | Iraq[Note IRQ]      | 37.240 | 0         | 0             | 0              | 0              |
| 7        | 11       | Kuwait[Note KUW]    | 36.457 | 0         | 0             | 0              | 0              |
| 8        | 13       | Syria[Note SYR]     | 34.257 | 0         | 0             | 0              | 0              |
| 9        | 15       | Jordan              | 31.213 | 0         | 0             | 1              | 0              |
| 10       | 18       | Ấn Độ               | 27.930 | 0         | 0             | 1              | 0              |
| 11       | 19       | Bahrain             | 27.353 | 0         | 0             | 1              | 0              |
| 12       | 20       | Li Băng[Note LIB]   | 22.077 | 0         | 0             | 0              | 0              |
| Tổng     | Tổng     | Tổng                | Tổng   | 12        | 6             | 4              | 0              |
| Tổng     | Tổng     | Tổng                | Tổng   | 12        | 10            |                |                |
| Tổng     | Tổng     | Tổng                | Tổng   | 22        |               |                |                |

| Xếp hạng | Xếp hạng | Hiệp hội thành viên | Điểm   | Suất dự   | Suất dự       | Suất dự        | Suất dự        |
| Xếp hạng | Xếp hạng | Hiệp hội thành viên | Điểm   | Vòng bảng | Vòng loại     | Vòng loại      | Vòng loại      |
| Region   | AFC      | Hiệp hội thành viên | Điểm   | Vòng bảng | Vòng play-off | Vòng sơ loại 2 | Vòng sơ loại 1 |
| -------- | -------- | ------------------- | ------ | --------- | ------------- | -------------- | -------------- |
| 1        | 1        | Hàn Quốc            | 96.311 | 3         | 1             | 0              | 0              |
| 2        | 6        | Nhật Bản            | 75.807 | 3         | 1             | 0              | 0              |
| 3        | 7        | Trung Quốc          | 72.719 | 2         | 2             | 0              | 0              |
| 4        | 8        | Australia[Note AUS] | 72.599 | 2         | 0             | 1              | 0              |
| 5        | 12       | Thái lan            | 34.753 | 1         | 0             | 2              | 0              |
| 6        | 14       | Hồng Kông           | 31.797 | 1         | 0             | 1              | 0              |
| 7        | 16       | Việt Nam            | 29.273 | 0         | 0             | 1              | 0              |
| 8        | 17       | Malaysia            | 28.865 | 0         | 0             | 1              | 0              |
| 9        | 21       | Indonesia[Note IDN] | 20.372 | 0         | 0             | 0              | 0              |
| 10       | 24       | Myanmar             | 17.220 | 0         | 0             | 1              | 0              |
| 11       | 25       | Philippines         | 17.188 | 0         | 0             | 0              | 1              |
| 12       | 27       | Singapore           | 13.664 | 0         | 0             | 0              | 1              |
| Tổng     | Tổng     | Tổng                | Tổng   | 12        | 4             | 7              | 2              |
| Tổng     | Tổng     | Tổng                | Tổng   | 12        | 13            |                |                |
| Tổng     | Tổng     | Tổng                | Tổng   | 25        |               |                |                |

Chú thích
1. ^ Australia (AUS): Giải đấu cao nhất của Australia, A-League, chỉ có 9 câu lạc bộ Úc ở giải đấu 2015–16, vì vậy Australia chỉ có tối đa 3 suất dự ACL (Hướng dẫn nhập cảnh Điều 5.4).[7]
2. ^ Indonesia (IDN): Indonesia không đăng ký bất kỳ câu lạc bộ nào.
3. ^ Iraq (IRQ): Iraq không đáp ứng các tiêu chí của AFC Champions League.
4. ^ Kuwait (KUW): Kuwait không thể tham dự do chịu cấm vận của FIFA.[14]
5. ^ Li Băng (LIB): Li Băng không đáp ứng các tiêu chí của AFC Champions League.
6. ^ Syria (SYR): Syria không đáp ứng các tiêu chí của AFC Champions League.

## Các đội tham dự
Chú thích:
- TH: Đương kim vô địch
- AC: Đội vô địch AFC Cup
- 1st, 2nd, 3rd,...: Vị trí tại giải quốc nội
- CW: Đội vô địch cúp quốc gia
- PW: Đội thắng play-off dự Champions League cuối mùa

| Tây Á                        | Tây Á                       | Tây Á                                 | Tây Á                              |
| ---------------------------- | --------------------------- | ------------------------------------- | ---------------------------------- |
| Al-Ahli (1st)                | Al-Ahli (1st, CW)           | Esteghlal Khuzestan (1st)             | Al-Rayyan (1st)                    |
| Al-Jazira (CW)               | Al-Hilal (2nd)              | Zob Ahan (CW)                         | Lekhwiya (CW)                      |
| Al-Ain (2nd)                 | Al-Taawoun (4th) [Note KSA] | Persepolis (2nd)                      | Lokomotiv Tashkent (1st, CW)       |
| Đông Á                       |                             |                                       |                                    |
| FC Seoul (1st)               | Kashima Antlers (1st, CW)   | Quảng Châu Hằng Đại Đào Bảo (1st, CW) | Western Sydney Wanderers (2nd)     |
| Suwon Samsung Bluewings (CW) | Urawa Red Diamonds (2nd)    | Giang Tô Tô Ninh (2nd)                | Muangthong United (1st) [Note THA] |
| Jeju United (3rd) [Note KOR] | Kawasaki Frontale (3rd)     | Adelaide United (1st, CW)             | Đông Phương (1st) [Note HKG]       |

| Tây Á                     | Tây Á           | Đông Á                         | Đông Á                    |
| ------------------------- | --------------- | ------------------------------ | ------------------------- |
| Al-Wahda (3rd)            | El Jaish (2nd)  | Ulsan Hyundai (4th) [Note KOR] | Thân Hoa Thượng Hải (4th) |
| Al-Fateh (5th) [Note KSA] | Al-Sadd (3rd)   | Gamba Osaka (4th)              |                           |
| Esteghlal (3rd)           | Bunyodkor (2nd) | Thượng Hải SIPG (3rd)          |                           |

| Tây Á              | Tây Á | Đông Á                          | Đông Á                   |
| ------------------ | ----- | ------------------------------- | ------------------------ |
| Nasaf Qarshi (3rd) |       | Brisbane Roar (3rd)             | Hà Nội (1st)             |
| Al-Wehdat (1st)    |       | Sukhothai (CW) [Note THA]       | Johor Darul Ta'zim (1st) |
| Bengaluru FC (1st) |       | Bangkok United (2nd) [Note THA] | Yadanarbon (1st)         |
| Al-Hidd (1st)      |       | Kiệt Chí (PW) [Note HKG]        |                          |

| Tây Á | Tây Á | Đông Á       | Đông Á                           |
| ----- | ----- | ------------ | -------------------------------- |
|       |       | Global (1st) | Tampines Rovers (2nd) [Note SIN] |

Chú thích
1. ^ Hồng Kông (HKG): Đông Phương, đội vô địch Giải Ngoại hạng Hồng Kông 2015–16, ban đầu đã từ bỏ suất dự vòng bảng AFC Champions League do vấn đề tài chính. Do đó, Hiệp hội bóng đá Hồng Kông cử Kiệt Chí, đội vô địch 2015–16 Hong Kong Season Play-off, sẽ tham dự vòng bảng thay vì vòng loại, trong khi Southern District, đội á quân play-off, sẽ tham dự vòng loại.[15] Tuy nhiên, AFC không cho phép Kiệt Chí thay thế Đông Phương ở vòng bảng AFC Champions League, và Kiệt Chí vẫn sẽ chơi ở vòng loại, trong khi Southern District không được tham dự AFC Champions League.[16][17] Vào ngày 21 tháng 11 năm 2016, Hiệp hội bóng đá Hồng Kông tuyên bố họ đã thay đổi quyết định của họ và Đông Phương và Kiệt Chí sẽ đại diện cho Hồng Kông tham dự ACL.[18]
2. ^ Hàn Quốc (KOR): vào ngày 18 tháng 1 năm 2017, Jeonbuk Hyundai Motors, đội á quân 2016 K League Classic, đã bị loại khỏi AFC Champions League 2017 do vụ bê bối hối lộ ở trong nước K League Classic.[19] Do đó, Jeju United, đội hạng 3 của giải, tham dự vòng bảng thay vì vòng loại, và Ulsan Hyundai, đội hạng 4 của giải, tham dự vòng loại để thay thế Jeju United.[2]
3. ^ Ả Rập Xê Út (KSA): Al-Ittihad, đội hạng 3 2015–16 Saudi Professional League, không thể tham gia AFC Champions League do vấn đề yêu cầu cấp phép câu lạc bộ. Do đó, Al-Taawoun, đội hạng 4 của giải, tham dự vòng bảng thay vì vòng loại, và Al-Fateh, đội hạng 5 của giải, tham dự vòng loại.[20]
4. ^ Singapore (SIN): Albirex Niigata Singapore, đội vô địch 2016 S.League, là câu lạc bộ vệ tinh của đội bóng Nhật Bản Albirex Niigata và do đó không đủ điều kiện để đại diện cho Singapore trong các cuộc thi của câu lạc bộ AFC. Do đó, Tampines Rovers, đội á quân của giải, tham dự vòng loại.
5. ^ Thái Lan (THA): Do sự qua đời của vua Bhumibol Adulyadej, Thái Lan đã hủy phần còn lại của mùa giải bóng đá Thái Lan 2016 vào ngày 14 tháng 10 năm 2016.[21] Bảng xếp hạng của Giải Ngoại hạng Thái Lan 2016 tại thời điểm hủy được tuyên bố là bảng xếp hạng cuối cùng, nghĩa là Muangthong United và Bangkok United kết thúc với tư cách là nhà vô địch và á quân của giải đấu.[22] Bốn trận bán kết của Cúp FA Thái Lan 2016 đã được tuyên bố là đồng vô địch, và một lễ bốc thăm được tổ chức để quyết định đội nào sẽ đại diện cho Thái Lan tại AFC Champions League, và đã xác định là Sukhothai.[23]

## Vòng loại
Đội thua vòng loại tự động xuống chơi ở AFC Cup 2017.

### Vòng sơ loại 1
| Đội 1  | Tỉ số  | Đội 2           |
| Đông Á | Đông Á | Đông Á          |
| ------ | ------ | --------------- |
| Global | 2–0    | Tampines Rovers |

### Vòng sơ loại 2
| Đội 1          | Tỉ số                | Đội 2              |
| Tây Á          | Tây Á                | Tây Á              |
| -------------- | -------------------- | ------------------ |
| Al-Wehdat      | 2–1                  | Bengaluru FC       |
| Nasaf Qarshi   | 4–0                  | Al-Hidd            |
| Đông Á         |                      |                    |
| Kiệt Chí       | 3–2 (s.h.p.)         | Hà Nội             |
| Bangkok United | 1–1 (s.h.p.) (4–5 p) | Johor Darul Ta'zim |
| Sukhothai      | 5–0                  | Yadanarbon         |
| Brisbane Roar  | 6–0                  | Global             |

### Vòng play-off
| Đội 1               | Tỉ số                | Đội 2              |
| Tây Á               | Tây Á                | Tây Á              |
| ------------------- | -------------------- | ------------------ |
| Al-Wahda            | 3–0                  | Al-Wehdat          |
| Al-Fateh            | 1–0                  | Nasaf Qarshi       |
| Esteghlal           | 0–0 (s.h.p.) (4–3 p) | Al-Sadd            |
| El Jaish            | 0–0 (s.h.p.) (1–3 p) | Bunyodkor          |
| Đông Á              |                      |                    |
| Ulsan Hyundai       | 1–1 (s.h.p.) (4–3 p) | Kiệt Chí           |
| Gamba Osaka         | 3–0                  | Johor Darul Ta'zim |
| Thượng Hải SIPG     | 3–0                  | Sukhothai          |
| Thân Hoa Thượng Hải | 0–2                  | Brisbane Roar      |

## Vòng bảng

### Bảng A
| VT | Đội                | ST | T | H | B | BT | BB | HS | Đ  | Giành quyền tham dự |     | AHL | EST | TAA | LOK |
| -- | ------------------ | -- | - | - | - | -- | -- | -- | -- | ------------------- | --- | --- | --- | --- | --- |
| 1  | Al-Ahli            | 6  | 3 | 2 | 1 | 10 | 5  | +5 | 11 | Vòng 16 đội         |     | —   | 2–1 | 0–0 | 4–0 |
| 2  | Esteghlal          | 6  | 3 | 2 | 1 | 10 | 5  | +5 | 11 | Vòng 16 đội         |     | 1–1 | —   | 3–0 | 2–0 |
| 3  | Al-Taawoun         | 6  | 1 | 2 | 3 | 7  | 12 | −5 | 5  |                     |     | 1–3 | 1–2 | —   | 1–0 |
| 4  | Lokomotiv Tashkent | 6  | 1 | 2 | 3 | 7  | 12 | −5 | 5  |                     | 2–0 | 1–1 | 4–4 | —   |     |

1. 1 2  Điểm đối đầu: Al-Ahli 4, Esteghlal 1.
2. 1 2  Điểm đối đầu: Al-Taawoun 4, Lokomotiv Tashkent 1.

### Bảng B
| VT | Đội                 | ST | T | H | B | BT | BB | HS | Đ  | Giành quyền tham dự |     | LEK | ESK | FAT | JAZ |
| -- | ------------------- | -- | - | - | - | -- | -- | -- | -- | ------------------- | --- | --- | --- | --- | --- |
| 1  | Lekhwiya            | 6  | 4 | 2 | 0 | 15 | 6  | +9 | 14 | Vòng 16 đội         |     | —   | 2–1 | 4–1 | 3–0 |
| 2  | Esteghlal Khuzestan | 6  | 2 | 3 | 1 | 6  | 5  | +1 | 9  | Vòng 16 đội         |     | 1–1 | —   | 1–0 | 1–1 |
| 3  | Al-Fateh            | 6  | 1 | 3 | 2 | 7  | 9  | −2 | 6  |                     |     | 2–2 | 1–1 | —   | 3–1 |
| 4  | Al-Jazira           | 6  | 0 | 2 | 4 | 3  | 11 | −8 | 2  |                     | 1–3 | 0–1 | 0–0 | —   |     |

### Bảng C
| VT | Đội       | ST | T | H | B | BT | BB | HS | Đ  | Giành quyền tham dự |     | AIN | AHL | ZOB | BUN |
| -- | --------- | -- | - | - | - | -- | -- | -- | -- | ------------------- | --- | --- | --- | --- | --- |
| 1  | Al-Ain    | 6  | 3 | 3 | 0 | 14 | 7  | +7 | 12 | Vòng 16 đội         |     | —   | 2–2 | 1–1 | 3–0 |
| 2  | Al-Ahli   | 6  | 3 | 2 | 1 | 10 | 7  | +3 | 11 | Vòng 16 đội         |     | 2–2 | —   | 2–0 | 2–0 |
| 3  | Zob Ahan  | 6  | 2 | 1 | 3 | 6  | 9  | −3 | 7  |                     |     | 0–3 | 1–2 | —   | 2–1 |
| 4  | Bunyodkor | 6  | 1 | 0 | 5 | 5  | 12 | −7 | 3  |                     | 2–3 | 2–0 | 0–2 | —   |     |

### Bảng D
| VT | Đội        | ST | T | H | B | BT | BB | HS | Đ  | Giành quyền tham dự |     | HIL | PER | RAY | WAH |
| -- | ---------- | -- | - | - | - | -- | -- | -- | -- | ------------------- | --- | --- | --- | --- | --- |
| 1  | Al-Hilal   | 6  | 3 | 3 | 0 | 10 | 7  | +3 | 12 | Vòng 16 đội         |     | —   | 0–0 | 2–1 | 1–0 |
| 2  | Persepolis | 6  | 2 | 3 | 1 | 9  | 8  | +1 | 9  | Vòng 16 đội         |     | 1–1 | —   | 0–0 | 4–2 |
| 3  | Al-Rayyan  | 6  | 2 | 1 | 3 | 10 | 13 | −3 | 7  |                     |     | 3–4 | 3–1 | —   | 2–1 |
| 4  | Al-Wahda   | 6  | 1 | 1 | 4 | 12 | 13 | −1 | 4  |                     | 2–2 | 2–3 | 5–1 | —   |     |

### Bảng E
| VT | Đội               | ST | T | H | B | BT | BB | HS  | Đ  | Giành quyền tham dự |     | KSA | MUA | ULS | BRI |
| -- | ----------------- | -- | - | - | - | -- | -- | --- | -- | ------------------- | --- | --- | --- | --- | --- |
| 1  | Kashima Antlers   | 6  | 4 | 0 | 2 | 13 | 5  | +8  | 12 | Vòng 16 đội         |     | —   | 2–1 | 2–0 | 3–0 |
| 2  | Muangthong United | 6  | 3 | 2 | 1 | 7  | 3  | +4  | 11 | Vòng 16 đội         |     | 2–1 | —   | 1–0 | 3–0 |
| 3  | Ulsan Hyundai     | 6  | 2 | 1 | 3 | 9  | 9  | 0   | 7  |                     |     | 0–4 | 0–0 | —   | 6–0 |
| 4  | Brisbane Roar     | 6  | 1 | 1 | 4 | 4  | 16 | −12 | 4  |                     | 2–1 | 0–0 | 2–3 | —   |     |

### Bảng F
| VT | Đội                      | ST | T | H | B | BT | BB | HS  | Đ  | Giành quyền tham dự |     | URA | SSI | SEO | WSW |
| -- | ------------------------ | -- | - | - | - | -- | -- | --- | -- | ------------------- | --- | --- | --- | --- | --- |
| 1  | Urawa Red Diamonds       | 6  | 4 | 0 | 2 | 18 | 7  | +11 | 12 | Vòng 16 đội         |     | —   | 1–0 | 5–2 | 6–1 |
| 2  | Thượng Hải SIPG          | 6  | 4 | 0 | 2 | 15 | 9  | +6  | 12 | Vòng 16 đội         |     | 3–2 | —   | 4–2 | 5–1 |
| 3  | FC Seoul                 | 6  | 2 | 0 | 4 | 10 | 15 | −5  | 6  |                     |     | 1–0 | 0–1 | —   | 2–3 |
| 4  | Western Sydney Wanderers | 6  | 2 | 0 | 4 | 10 | 22 | −12 | 6  |                     | 0–4 | 3–2 | 2–3 | —   |     |

1. 1 2  Bàn thắng sân khách đối đầu: Urawa Red Diamonds 2, Thượng Hải SIPG 0.
2. 1 2  Hiệu số bàn thắng trong tất cả các trận đấu bảng: FC Seoul -5, Western Sydney Wanderers -12.

### Bảng G
| VT | Đội                     | ST | T | H | B | BT | BB | HS  | Đ  | Giành quyền tham dự |     | KAW | GZE | SSB | EAS |
| -- | ----------------------- | -- | - | - | - | -- | -- | --- | -- | ------------------- | --- | --- | --- | --- | --- |
| 1  | Kawasaki Frontale       | 6  | 2 | 4 | 0 | 8  | 3  | +5  | 10 | Vòng 16 đội         |     | —   | 0–0 | 1–1 | 4–0 |
| 2  | Quảng Châu Hằng Đại     | 6  | 2 | 4 | 0 | 18 | 5  | +13 | 10 | Vòng 16 đội         |     | 1–1 | —   | 2–2 | 7–0 |
| 3  | Suwon Samsung Bluewings | 6  | 2 | 3 | 1 | 11 | 6  | +5  | 9  |                     |     | 0–1 | 2–2 | —   | 5–0 |
| 4  | Đông Phương             | 6  | 0 | 1 | 5 | 1  | 24 | −23 | 1  |                     | 1–1 | 0–6 | 0–1 | —   |     |

1. 1 2  Bàn thắng sân khách đối đầu: Kawasaki Frontale 1, Quảng Châu Hằng Đại 0.

### Bảng H
| VT | Đội              | ST | T | H | B | BT | BB | HS | Đ  | Giành quyền tham dự |     | JIA | JEJ | ADE | GAM |
| -- | ---------------- | -- | - | - | - | -- | -- | -- | -- | ------------------- | --- | --- | --- | --- | --- |
| 1  | Giang Tô Tô Ninh | 6  | 5 | 0 | 1 | 9  | 3  | +6 | 15 | Vòng 16 đội         |     | —   | 1–2 | 2–1 | 3–0 |
| 2  | Jeju United      | 6  | 3 | 1 | 2 | 12 | 9  | +3 | 10 | Vòng 16 đội         |     | 0–1 | —   | 1–3 | 2–0 |
| 3  | Adelaide United  | 6  | 1 | 2 | 3 | 10 | 13 | −3 | 5  |                     |     | 0–1 | 3–3 | —   | 0–3 |
| 4  | Gamba Osaka      | 6  | 1 | 1 | 4 | 7  | 13 | −6 | 4  |                     | 0–1 | 1–4 | 3–3 | —   |     |

## Vòng loại trực tiếp

### Vòng 16 đội
| Đội 1               | TTS     | Đội 2              | Lượt đi | Lượt về      |
| Tây Á               | Tây Á   | Tây Á              | Tây Á   | Tây Á        |
| ------------------- | ------- | ------------------ | ------- | ------------ |
| Esteghlal           | 2–6     | Al-Ain             | 1–0     | 1–6          |
| Al-Ahli             | 4–2     | Al-Ahli            | 1–1     | 3–1          |
| Esteghlal Khuzestan | 2–4     | Al-Hilal           | 1–2     | 1–2          |
| Persepolis          | 1–0     | Lekhwiya           | 0–0     | 1–0          |
| Đông Á              |         |                    |         |              |
| Muangthong United   | 2–7     | Kawasaki Frontale  | 1–3     | 1–4          |
| Quảng Châu Hằng Đại | 2–2 (a) | Kashima Antlers    | 1–0     | 1–2          |
| Thượng Hải SIPG     | 5–3     | Giang Tô Tô Ninh   | 2–1     | 3–2          |
| Jeju United         | 2–3     | Urawa Red Diamonds | 2–0     | 0–3 (s.h.p.) |

### Tứ kết
Lễ bốc thăm vòng tứ kết diễn ra vào ngày 6 tháng 6 năm 2017. Ở vòng tứ kết, bốn đội từ Tây Á chơi ở hai cặp, và bốn đội từ Đông Á chơi ở hai cặp, với thể thức lượt đi-lượt về và không có đội hạt giống.
| Đội 1             | TTS         | Đội 2               | Lượt đi | Lượt về      |
| Tây Á             | Tây Á       | Tây Á               | Tây Á   | Tây Á        |
| ----------------- | ----------- | ------------------- | ------- | ------------ |
| Al-Ain            | 0–3         | Al-Hilal            | 0–0     | 0–3          |
| Persepolis        | 5–3         | Al-Ahli             | 2–2     | 3–1          |
| Đông Á            |             |                     |         |              |
| Thượng Hải SIPG   | 5–5 (5–4 p) | Quảng Châu Hằng Đại | 4–0     | 1–5 (s.h.p.) |
| Kawasaki Frontale | 4–5         | Urawa Red Diamonds  | 3–1     | 1–4          |

### Bán kết
{{#ls
| Đội 1           | TTS   | Đội 2              | Lượt đi | Lượt về |
| Tây Á           | Tây Á | Tây Á              | Tây Á   | Tây Á   |
| --------------- | ----- | ------------------ | ------- | ------- |
| Al-Hilal        | 6–2   | Persepolis         | 4–0     | 2–2     |
| Đông Á          |       |                    |         |         |
| Thượng Hải SIPG | 1–2   | Urawa Red Diamonds | 1–1     | 0–1     |

### Chung kết
| Al-Hilal      | 1–1      | Urawa Red Diamonds |
| ------------- | -------- | ------------------ |
| - Kharbin 37' | Chi tiết | - Rafael Silva 7'  |

| Urawa Red Diamonds | 1–0      | Al-Hilal |
| ------------------ | -------- | -------- |
| - Rafael Silva 88' | Chi tiết |          |

Urawa Red Diamonds thắng với tổng tỉ số 2–1.

## Giải thưởng
| Giải thưởng                | Cầu thủ          | Câu lạc bộ         |
| -------------------------- | ---------------- | ------------------ |
| Cầu thủ xuất sắc nhất giải | Yōsuke Kashiwagi | Urawa Red Diamonds |
| Vua phá lưới               | Omar Kharbin     | Al-Hilal           |
| Đội đoạt giải phong cách   | —                | Urawa Red Diamonds |

## Các cầu thủ ghi bàn hàng đầu
| Xếp hạng | Cầu thủ          | Câu lạc bộ                  | MD1 | MD2 | MD3 | MD4 | MD5 | MD6 | 2R1 | 2R2 | QF1 | QF2 | SF1 | SF2 | F1 | F2 | Tổng |
| -------- | ---------------- | --------------------------- | --- | --- | --- | --- | --- | --- | --- | --- | --- | --- | --- | --- | -- | -- | ---- |
| 1        | Omar Kharbin     | Al-Hilal                    |     |     | 1   |     |     | 2   |     | 1   |     |     | 3   | 2   | 1  |    | 10   |
| 2        | Hulk             | Thượng Hải SIPG             | 1   | 1   | 1   |     | 1   |     | 1   | 1   | 1   | 1   | 1   |     |    |    | 9    |
| 2        | Rafael Silva     | Urawa Red Diamonds          | 1   |     | 1   | 1   | 2   |     |     |     |     | 1   |     | 1   | 1  | 1  | 9    |
| 4        | Omar Abdulrahman | Al-Ain                      |     | 2   |     | 1   | 1   | 1   |     | 2   |     |     |     |     |    |    | 7    |
| 4        | Alan             | Quảng Châu Hằng Đại Đào Bảo | 1   | 1   | 1   |     | 2   |     |     |     |     | 2   |     |     |    |    | 7    |
| 4        | Carlos Eduardo   | Al-Hilal                    | 1   | 1   |     | 1   |     |     | 1   |     |     | 3   |     |     |    |    | 7    |
| 4        | Ricardo Goulart  | Quảng Châu Hằng Đại Đào Bảo | 1   | 1   |     |     |     | 2   |     |     |     | 3   |     |     |    |    | 7    |
| 4        | Mehdi Taremi     | Persepolis                  |     | 2   | 1   |     |     | 3   |     |     |     | 1   |     |     |    |    | 7    |
| 9        | Yu Kobayashi     | Kawasaki Frontale           | 1   |     | 1   |     |     |     | 1   | 1   | 2   |     |     |     |    |    | 6    |
| 9        | Kaveh Rezaei     | Esteghlal                   |     | 1   |     | 1   | 1   | 1   | 1   | 1   |     |     |     |     |    |    | 6    |

Chú thích: Bàn thắng ghi được ở vòng loại không được tính (Quy định Điều 64.4).
Nguồn: AFC

## Cầu thủ xuất sắc nhất tuần
| Ngày thi đấu        | Cầu thủ xuất sắc nhất tuần Toyota | Cầu thủ xuất sắc nhất tuần Toyota |
| Ngày thi đấu        | Cầu thủ                           | Câu lạc bộ                        |
| Vòng bảng           | Vòng bảng                         | Vòng bảng                         |
| ------------------- | --------------------------------- | --------------------------------- |
| Ngày thi đấu 1/6    | Youssef El-Arabi                  | Lekhwiya                          |
| Ngày thi đấu 2/6    | Kim In-sung                       | Ulsan Hyundai                     |
| Ngày thi đấu 3/6    | Yun Il-lok                        | FC Seoul                          |
| Ngày thi đấu 4/6    | Ko Seung-beom                     | Suwon Samsung Bluewings           |
| Ngày thi đấu 5/6    | Khalid Eisa                       | Al-Ain                            |
| Ngày thi đấu 6/6    | Nicolás Milesi                    | Al-Hilal                          |
| Vòng loại trực tiếp |                                   |                                   |
| Vòng 16 lượt đi     | Teerasil Dangda                   | Muangthong United                 |
| Vòng 16 lượt về     | Omar Abdulrahman                  | Al-Ain                            |
| Tứ kết lượt đi      | Yu Kobayashi                      | Kawasaki Frontale                 |
| Tứ kết lượt về      | Carlos Eduardo                    | Al-Hilal                          |
| Bán kết lượt đi     | Omar Kharbin                      | Al-Hilal                          |
| Bán kết lượt về     | Godwin Mensha                     | Persepolis                        |
| Chung kết           | Mohammed Al-Breik                 | Al-Hilal                          |